# رنجرهای تگزاس (فیلم)
رنجرهای تگزاس (به انگلیسی: Texas Rangers) فیلمی محصول سال ۲۰۰۱ و به کارگردانی استیو مینر است. در این فیلم بازیگرانی همچون جیمز ون در بیک، دیلان مک‌درموت، آشر، اشتون کوچر، رابرت پاتریک، ریچل لی کوک، لئونور وارلا، رندی تراویز، جان آبراهامز، مت کیزلار، وینسنت اسپانو، مارکو لئوناردی، تام اسکریت، آلفرد مولینا، اودد فهر، جو اسپانو و جیمز کابرن ایفای نقش کرده‌اند.